# Морфонология башкирского языка
Морфонология башкирского языка — раздел башкирского языкознания, изучающий фонологическую структуру морфем разных типов, взаимодействующих в процессе словоизменения, формообразования и словообразования.
Основные структуры морфонологии — морфонемы. Морфонемы представляют собой варианты фонем различных морфем, способные замещать друг друга в зависимости от морфемной структуры слова.
Морфонемы различаются по  строению, типу фонем, месту в слове и другим признакам.
В башкирском языке выделяют 4 вида морфонологических явлений:
- чередование фонем, которое объединяет чередующиеся морфонемы в структуре слова; чередование гласных морфонем связано с законом сингармонизма; чередование согласных представлено в начале и конце корневых морфем: [ҡ—м]: «ҡырын-мырын» (неровно) [ҡ]ырын-[м]ырын, [п—б]: «яп» (закрой) я[п] — «ябыу» (закрытие) я[б]ыу и др., а также в начале и конце аффиксов, например, [д— ҙ]: «замандаш» (современник) заман[д]аш — «яуҙаш» (однополчанин) яу[ҙ1аш, [ҡ —к]: «ҡуйҙыҡ» (поставили) ҡуйҙы[ҡ] — «кейҙек» (надели) кейҙе[к]; большинство чередований является результатом ассимиляции;
- усечение основ, характеризующееся количественных и качественным изменением гласных: «халыҡ» (народ) ха[лыҡ] — «халҡым» (мой народ) ха[лҡ]ым, «алты» (шесть) ал[ты] — «алтмыш» (шестьдесят) ал[тм]ыш, «һары» (жёлтый) һа[ры] — «һарғылт» (желтоватый) һа[рғ]ылт и др., при редупликации — части первого слова, например, «туп-тулы» (абсолютно полный) ту[п]-ту[лы], «йоп-йомро» (очень круглый) йо[п]-йо[мро] и др.; а также утратой конечных [д], [т] в заимствованиях, например, «поезд» пое[зд] — «поезға» (поезду) пое[зғ]а, «власть» вла[ст’] — «власҡа» (власти) вла[сҡ]а и др., и [л], [н] — в местоимениях, напр., «ул» (он) у[л] ~ «Уны» (его) у[н]ы, «мин» (я) ми[н] — «миңә» (мне) ми[ң]ә и др.;
- наращение морфем, представляющее собой появление на стыке морфем дополнительной фонемы, например, «икешәр» (по два) ике-[ш]-әр, «олоғай-» (стареть) оло-[ғ]-ай, «кеҫәһе» (его карман) кеҫә-[һ]-е, «әбей-һәбей» (старушки) әбей-[һ]әбей и др.;
- наложение фонем, наблюдающееся при сочетании одинаковых фонем, одна из которых опускается, например, «ҡапҡа артында» (за воротами) — ҡапҡ[а]ртында, «ҡара» (чёрный) и «ағас» (дерево) — «ҡарағас» (лиственница) ҡар[а]ғас, «артист» и -тар (показатель мн. ч.) — «артистар» (артисты) артис[т]ар и др.